# Sphaerotherium titanus
Sphaerotherium titanus är en mångfotingart som beskrevs av Brandt 1841. Sphaerotherium titanus ingår i släktet Sphaerotherium och familjen Sphaerotheriidae. Inga underarter finns listade i Catalogue of Life.